# 傑洛 (伊利諾伊州)
傑洛（英語：Gerlaw）是位於美國伊利諾伊州沃倫縣的一個非建制地區。該地的面積和人口皆未知。

## 地理
傑洛的座標為40°59′13″N 90°36′06″W / 40.98694°N 90.60167°W，而該地的平均海拔高度為224米（即735英尺）。